# 汲深館
汲深館（きゅうしんかん）は、奥州泉藩の第5代藩主本多忠徳の時代に藩校として設立され、文武奨励・藩風の一新・文化の興隆が図られた学校。
現在の「いわき市立泉小学校」の前身。名称は現在は道場名で使用されている。
福島県いわき市泉町に存在した（現：JR常磐線泉駅、泉公民館）。

## 歴史
泉藩校「汲深館」は、嘉永五年（1852）設立。
天保7年に父が隠居し家督を継いだ。藩政では、藩校・汲深館を設立し、文武奨励・藩風の一新・文化の興隆を図った。
万延元年6月12日、江戸で死去した。その実力を時の老中松平定信に認められ、若年寄から御側御用人に取り立てられ、寛政の改革期には老中格にまで栄進して幕政に参与し、武蔵国・上野国内に5000石を加増され、合計2万石を領する大名となった。その後、第5代藩主本多忠徳の時代に藩校「汲深館」が設立され、文武奨励・藩風の一新・文化の興隆が図られた。第6代藩主本多忠紀は幕末の幕政に寺社奉行・奏者番として参与する。跡を弟で養子・忠紀が継いだ。著書に「汲深斎日記」がある。